# Laila och Charles Gavatins stiftelse
Laila och Charles Gavatins stiftelse för jazzmusik tillkom 1989 genom en donation från Laila och Charles Gavatin. Stadgar antogs vid ett konstituerande sammanträde och till ledamöter utsågs stiftarna och musikern Gugge Hedrenius. Efter att Charles Gavatin och Gugge Hedrenius avlidit utgörs styrelsen idag av Laila Gavatin och musikern Elise Einarsdotter.
Stiftelsen har till ändamål att stödja svenska och utländska musikanter, som verkar för att hålla jazzmusiken levande.
Stiftelsen tillkom efter insikten om de usla ekonomiska villkor även många av de mest begåvade jazzmusikerna arbetar under och vid en konsert på Strömsborg 1990 utdelades det första stipendiet till pianisten Knud Jörgensen. Knud inkarnerade begreppet jazzmusiker och var den person som inspirerade till bildandet av Laila och Charles Gavatins Stiftelse för Jazzmusik. Knud avled 1992 men hans inspiration är fortfarande närvarande och det är hans förtjänst att stiftelsen och skivbolaget Touché finns.
Siftelsen förvaltar också Stig Söderqvists JazzBrazz-stipendium som instiftades 2018 och delas ut årligen, vartannat år till en trumpetare och vartannat till en trombonist.

## Stipendiater och pristagare
Följande musiker har tilldelats stipendier från stiftelsen:
- 1990 - Knud Jørgensen, piano
- 1992 - Bengt Hanson, bas
- 1992 - Gustavo Bergalli, trumpet
- 1994 - Anders Lindskog, tenorsaxofon
- 1996 - Kjell Jansson, bas
- 1997 - Agneta Baumann, sång
- 1999 - Olle Steinholz, bas
- 2000 - Ulf Adåker, trumpet
- 2002 - Anders Persson, piano
- 2004 - Rafael Sida, slagverk
- 2006 - Max Schultz, gitarr
- 2008 - Amanda Sedgwick, altsaxofon
- 2009 - Anders Kjellberg, trummor
- 2010 - Ove Ingemarsson, tenorsaxofon
- 2011 - Dan Johansson, trumpet
- 2012 - Dicken Hedrenius, trombon
- 2013 - Ann-Marie Henning, piano
- 2015 - Bosse Broberg, trumpet
- 2017 - Nils Janson, trumpet
- 2018 - Jonas Knutsson, saxofon
- 2019 - Ann Blom, piano

STIG SÖDERQVISTS JAZZBRAZZ-STIPENDIUM.
- 2019 – Karl Olandersson[1]
- 2020 − Karin Hammar[2]
- 2021 − Peter Asplund[3]
- 2022 − Lisa Bodelius[4] [5]
- 2023 − Tobias Wiklund[6]